# 1909 a légi közlekedésben
Ez a lista az 1909-es év légi közlekedéssel kapcsolatos eseményeit tartalmazza.

## Események

### Október
- október 17. – A francia Louis Blériot a Kis-Rákos gyakorlótéren végrehajtja az első magyarországi motoros repülést.[1]